# Coppa 29 Martiri di Figline di Prato
La Coppa 29 Martiri di Figline di Prato est une course cycliste italienne disputée au mois de mars et qui relie Vaiano à Figline di Prato, en Toscane. Créée en 1951, elle rend hommage à 29 jeunes hommes tués par des officiers nazis lors de la Seconde Guerre mondiale,. 
Cette épreuve fait actuellement partie du calendrier régional de la Fédération cycliste italienne, en catégorie 1.21. Elle est par conséquent réservée aux coureurs juniors (moins de 19 ans).

## Histoire
La Coupe compte parmi ses lauréats des cyclistes réputés comme Massimo Podenzana (1983), Rolf Sørensen (1985), Massimiliano Lelli (1988), Kanstantin Siutsou (2004), Riccardo Riccò (2005) ou encore Diego Ulissi, vainqueur de l'édition 2009 devant Nairo Quintana. 

## Palmarès
| Année     | Vainqueur            | Deuxième                | Troisième                   |
| --------- | -------------------- | ----------------------- | --------------------------- |
| 1951      | Franco Giorgi        | Secondo Finessi         | Alberto Mannelli            |
| 1952      | Giorgio Mondini      | Libero Volante          | Sarti                       |
| 1953      | Mauro Gianneschi     | Noè Conti               | Paolo Mariani               |
| 1954      | Alberto Mannelli     | Arnaldo Alberti         | Giorgio Mancini             |
| 1955      | Sante Ranucci        | Luciano Veggetti        | Silvano Ciampi              |
| 1956      | Nello Velucchi       | Teodoro Cerbella        | Luciano Veggetti            |
| 1957      | Luciano Veggetti     | Otello Noci             | Carlo Fabbri                |
| 1958      | Romeo Venturelli     | Pietro Chiodini         | Alessandro Martellotti      |
| 1959      | Mario Pieruccini     | Olimpio Paolinelli (it) | Damasco Bocconi             |
| 1960      | Livio Trapè          | Corrado Consigli        | Gaetano Sarazin (it)        |
| 1961      | Carlo Storai         | Vittorio Vignolini      | Marcello Mugnaini           |
| 1962      | Giorgio Goretti      | Vittorio Bartali        | Giuseppe Gandini            |
| 1963      | Carlo Storai         | Moreno Campigli         | Luciano Falconi             |
| 1964      | Giancarlo Tampieri   | Roberto Pierattini      | Vittorio Bartali            |
| 1965      | Alberto Mazzoni      | Primo Franchini         | Mario Mancini               |
| 1966-1977 | Pas de course        |                         |                             |
| 1978      | Gino Tigli           | Daniele Lelli           | Graziano Salvietti          |
| 1979      | Pas de course        |                         |                             |
| 1980      | George Mount (en)    | Nedo Pinori             | Fausto Terrini              |
| 1981      | Pierangelo Morelli   | Daniele Caroli          | Vincenzo Cupperi            |
| 1982      | Stefano Colagè       | Moreno Mandriani        | Massimo Capocchi            |
| 1983      | Massimo Podenzana    | Stefano Colagè          | Giancarlo Montedori         |
| 1984      | Giancarlo Montedori  | Marco Giovannetti       | Fabio Patuelli              |
| 1985      | Rolf Sørensen        | Marcello Bartalini      | Simone Pellegrini           |
| 1986      |                      |                         |                             |
| 1987      |                      |                         |                             |
| 1988      | Massimiliano Lelli   | Stefano Santerini       | Maurizio Ballestri          |
| 1989      | Enrico Gheri         | Angelo Citracca         | Francesco Casagrande        |
| 1990      | Stefano Cortinovis   | Ivan Luna               | Simone Biasci               |
| 1991      | Francesco Ciappi     | Francesco Casagrande    | Nicola Castaldo             |
| 1992      | Michele Paletti      | Luca Daddi              | Giacomo Giagnoni            |
| 1993      | Nicola Castaldo      | Marco Della Vedova      | Mirko Puglioli              |
| 1994      | Stefano Farnetani    | Massimiliano Gentili    | Paolo Alberati              |
| 1995      | Emanuele Lupi        | Alessandro Petacchi     | Fabrizio Arzilli            |
| 1996      | Roberto Fortunato    | Paolo Bettini           | Dimitri Pavi Degl'Innocenti |
| 1997      | Federico Morini      | Graziano Recinella      | Massimo Sorice              |
| 1998      | Fabio Quercioli      | Gianni Gobbini          | Francesco Magni             |
| 1999      | Matteo Gigli         | Davide Tonucci          | Damiano Giannini            |
| 2000      | Matteo Gigli         | Markus Knöpfle          | Lorenzo Cardellini          |
| 2001      | Ruslan Gryschenko    | Daniel Okruciński       | Claudio Bartoli             |
| 2002      | Antonio Quadranti    | Kirill Goloubev         | Roman Radchenko             |
| 2003      | Francesco Rivera     | Domenico Pozzovivo      | Giacomo Cariulo             |
| 2004      | Kanstantin Siutsou   | Matteo Lasurdi          | Giorgio Orizio              |
| 2005      | Riccardo Riccò       | Vasil Kiryienka         | Adriano Angeloni            |
| 2006      | Alexey Esin          | Bruno Rizzi             | Vincenzo Garofalo           |
| 2007      | Matteo Fedi          | Gianluca Mirenda        | Simone Stortoni             |
| 2008      | Alexander Filippov   | Alessandro Vannacci     | Matteo Fedi                 |
| 2009      | Diego Ulissi         | Nairo Quintana          | Luca Iattici                |
| 2010      | Davide Mucelli       | Marco Bernardinetti     | Evgeniy Krivosheev          |
| 2011      | Andrea Fedi          | Winner Anacona          | Mariano Fichera             |
| 2012      | Mario Sgrinzato      | Andrea Fedi             | Ilia Koshevoy               |
| 2013      | Alessio Taliani      | Davide Formolo          | Luca Benedetti              |
| 2014      | Ilia Koshevoy        | Mirko Trosino           | Evgeniy Krivosheev          |
| 2015      | Marco Bernardinetti  | Matteo Natali           | Enrico Anselmi              |
| 2016      | Daniel Savini        | Michele Corradini       | Lorenzo Fortunato           |
| 2017      | Federico Olei        | Marco Landi             | Davide Gabburo              |
| 2018      | Michael Delle Foglie | Leonardo Tortomasi      | Marco Murgano               |
| 2019      | Gabriele Benedetti   | Santiago Buitrago       | Riccardo Marchesini         |
| 2020      | annulé               | annulé                  | annulé                      |
| 2021      | Lorenzo Giordani     | Ludovico Crescioli      | Federico Savino             |
| 2022      | Cesare Chesini       | Federico Savino         | Samuele Privitera           |
| 2023      | Lorenzo Finn         | Tommaso Bambagioni      | Samuel Bertolli             |
| 2024      | Mattia Ballerini     | Mattia Proietti         | Cristian Buturo             |